# Kootenay Ranges
Kootenay Ranges är ett berg i Kanada.   Det ligger i provinsen British Columbia, i den södra delen av landet, 3 000 km väster om huvudstaden Ottawa. Toppen på Kootenay Ranges är 2 467 meter över havet, eller 431 meter över den omgivande terrängen. Bredden vid basen är 3,1 km.
Terrängen runt Kootenay Ranges är bergig åt nordväst, men åt sydost är den kuperad. Trakten runt Kootenay Ranges är nära nog obefolkad, med mindre än två invånare per kvadratkilometer.. Närmaste större samhälle är Invermere, 14,3 km väster om Kootenay Ranges.
I omgivningarna runt Kootenay Ranges växer i huvudsak barrskog.